# نقشبندیه

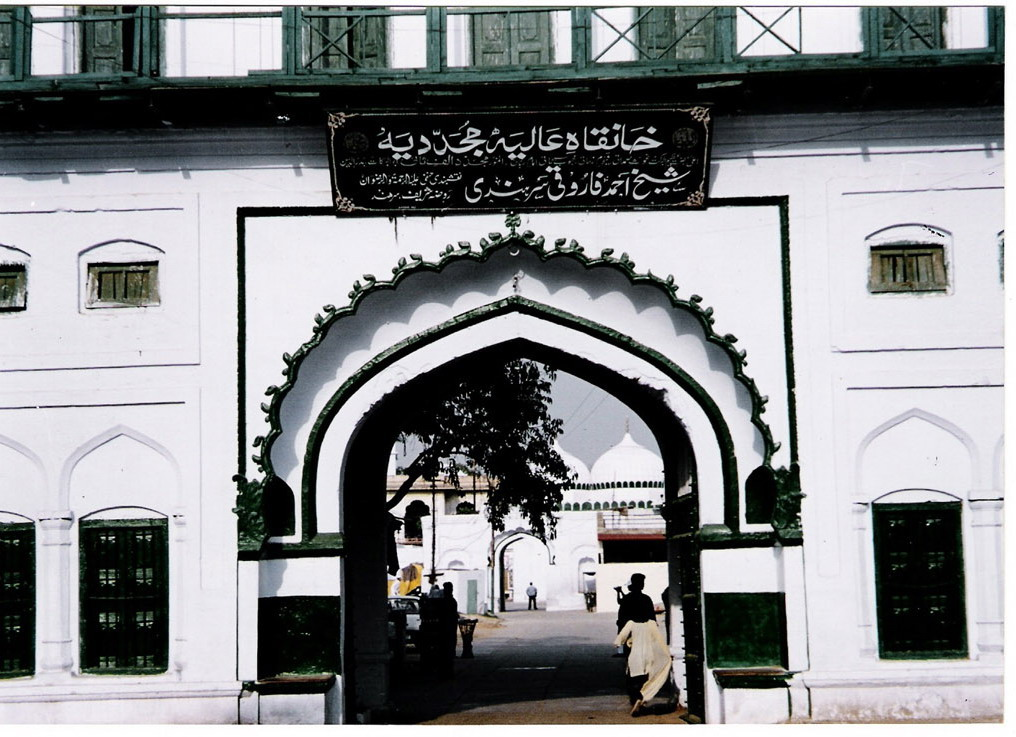
آرامگاه احمد سرهندی ملقب به امام ربانی، از برجسته‌ترین علمای طریقت نقشبندی

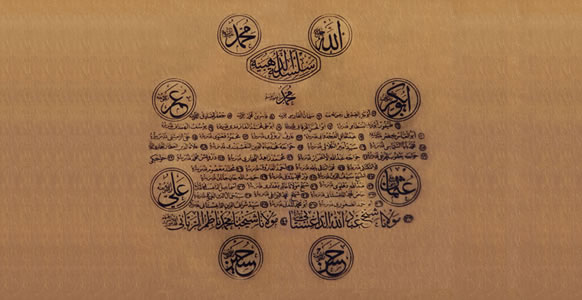
سلسله الذهب یا خاندان زرین از دیدگاه صوفیان

نقشبندیه طریقتی است منسوب به خواجه بهاءالدین محمد نقشبند بخارایی (۷۹۱–۷۱۸ هـ. ق)، شاخه‌ای منشعب از سلسله خواجگان که اصل آن به عارف ایرانی خواجه یوسف همدانی بازمی‌گردد. طریقت نقشبندیه یکی از طریقت‌های تصوف و عرفان می‌باشد.
بعدها این سلسله در هند هم نفوذ یافت و به خصوص در دوره اقتدار مغولان در هند، تأثیر و نفوذ مشایخ آن‌ها قابل ملاحظه بود و سلاطین آن سرزمین غالباً به این طریقه منسوب بودند؛ چنان‌که گویند امیر تیمور گورکانی به شاه نقشبند ارادت داشت و طریقت نقشبندی از طریق مولانا خالد نقشبندی کردی به کردستان رسید که ایشان به نزد غلام علی دهلوی رفتند و بعد از کسب اجازه ارشاد به کردستان برگشتند و بعد به سوریه رفتند و در آنجا به ارشاد پرداختند.
خط موروثی رهبری بر اساس نسب خونی مؤسس طریقت بهاءالدین نقشبند و دخترش زهرا از طریق حضرت ایشان است.

## مروجان این طریقت
بهاءالدین نقشبند را نمی‌توان بنیانگذار و مؤسس این طریقت برشمرد. طریقت او در حقیقت دنبالهٔ طریقت خواجگان است. طریقه و سلوکی که خواجه یوسف همدانی (۵۳۵–۴۴۰ ه‍.ق) و خواجه عبدالخالق غجدوانی (درگذشتهٔ ۵۷۵) بنیان نهاده بودند. خواجه بهاءالدین که خود از جانشینان عبدالخالق تعلیم یافته بود، محیی و مصلح طریقت خواجگان شد و طریقت نقشبندی آمیخته‌ای شد از تعالیم عبدالخالق غجدوانی و بهاءالدین بخارایی. طریقت نقشبندی در اندک مدتی در ماوراءالنهر و خراسان رواج یافت و پس از بهاءالدین، خلفای او خواجه علاءالدین عطار (درگذشته ۸۰۲) و محمد پارسا (درگذشته ۸۲۲) و یعقوب چرخی (درگذشته ۸۵۱) بر مسند ارشاد نشستند و در ترویج این طریقت سهمی بسزا داشتند. بعد از اینان خواجه عبیدالله احرار (۸۹۵–۸۰۶ هـ) مشهورترین و متنفذترین مشایخ عصر تیموری است و در عهد او، این طریقت به نفوذ و شهرت و رواج رسید.
از عارفان و شاعران مشهور پیرو این طریقت می‌توان عبدالرحمن جامی شاعر و عارف قرن نهم هجری را نام برد.

## مسلک نقشبندیه
عبدالرحمن جامی در نفحات‌الانس نوشته است:
«طریقت ایشان، اعتقاد اهل سنّت و جماعت است و اطاعت احکام شریعت و اتباع سنن سیّدالمرسلین (ص) و دوام عبودیت که عبارت است از دوام آگاهی به حق سبحانه، بی‌مزاحمت شعور به وجود غیری.»
عبدالخالق غجدوانی گفته است که «در خلوت را دربند و در خدمت را بگشای.»
و از بهاءالدین نقشبند پرسیدند: «در طریقت شما ذکر جهر و خلوت و سماع می‌باشد؟ فرمودند که نمی‌باشد. پس گفتند که: بنای طریقت شما بر چیست؟ فرمودند: خلوت در انجمن: به ظاهر با خلق هستند و به باطن با حق و نیز همو گفته است که: «طریقت ما صحبت است و خلوت آفت شهرت است. خیریت در جمعیت است و جمعیت در صحبت به شرط نفی بودن در یکدیگر.»

## نقشبندیه در گذر تاریخ
این طریقت، در تاریخ خود جریانی واحد و همسان نداشته است و با گذشت زمان، مانند اکثر مکتب‌ها و مذهب‌ها بساطت آن از میان رفت و گونه گونه، رنگ‌هایی یافت.
بهاءالدین نقشبندی و مشایخ پیش از او- مشایخ سلسله خواجگان- به‌دور از ماجراهای سیاسی و اجتماعی، ساده و زاهدانه می‌زیستند و برای امرار معاش پیشه و کاری داشتند. خواجه محمود انجیر فغنوی «به کسب گلکاری می‌پرداخته و از آن‌ممر وجه معاًش می‌ساخته». و خواجه علی رامتینی به صنعت بافندگی اشتغال‌داشته است؛ و سید امیر کلال، کوزه‌گری می‌کرده و فرزندش امیر شاه «از صحرا نمک می‌آورده و می‌فروخته و از آن راه زندگی می‌گذرانیده».
ولی دیری نگذشت که مشایخ نقشبندی بر خلاف پیشینیان صاحب نقشی شدند در کارهای جهانی. عزّت و حرمت یافتند و صاحب دستگاه شدند. مانند خواجه ناصرالدین عبیدالله احرار که متنفذترین مشایخ نقشبندی در عصر تیموری بود و بنا به نوشته جامی «کوکبهٔ فقرش» «نوبت شاهنشهی» می‌زد.
سعدالدین کاشغری و عبدالرحمن جامی، طریقه نقشبندی را در عاصمهٔ هرات، بیش از پیش، رواج دادند و هرات یکی از مراکز تجمع نقشبندیان شد. در سمرقند، اگر چه در زمان خواجه نظام‌الدین خاموش، نقشبندیان اندک نبودند پس از مهاجرت خواجه عبیدالله احرار بدانجا نقشبندیان سمرقندی، بسیار شدند و سمرقند در عهد سلطنت سلطان ابوسعید و سلطان احمد تیموری به صورت مجمع و مرکز پیروان نقشبندی درآمد.

## یازده اصل طریقت نقشبندیه
اصول ۱۱ گانه طریقت نقشبندیه طبق کتب به همراه توضیح جزئی از آن‌ها عبارتند از:
- هوش در دم: هر نفسی که فرومی‌رود ممد حیاتست و چون برمیاید مفرح ذات. پس در هر نفسی دو نعمت موجودست و بر هر نعمتی شکری واجب.
- نظر بر قدم: در خیابان و صحرا جز بر قدم خویش ننگرد.
- سفر در وطن: سیر آفاق و انفس
- خلوت در انجمن: حتی در جامعه انسانی نیز با خویشتن باشد
- یاد کرد: ذکر خدا
- بازگشت: من یتوکل علی الله فهو حسبه
- نگاهداشت: نگاهداشت قلب از غیر حق
- یادداشت: دوام عرفان
- وقوف عددی: در اذکار
- وقوف زمانی: وقوف بر حالت نفس (اماره، لینه و مطمئنه) در هر زمان
- وقوف قلبی: حضور در مراقبه

## سلسله تعلیم نقشبندیه
نسب تعلیمی این سلسله از ابوبکر صدیق تا شیخ بهاءالدّین محمّد اویسی نقشبند بخارایی (شاه نقشبند) به ترتیب زیر است:
1. ابوبکر صدیق
2. سلمان فارسی
3. قاسم بن محمّد بن ابی‌بکر صدّیق
4. امام جعفر صادق
5. شیخ بایزید بسطامی
6. شیخ ابوالحسن خرقانی
7. شیخ ابوعلی فارمدی
8. خواجه یوسف همدانی
9. خواجه عبدالخالق غجدوانی
10. عارف ریوگری
11. خواجه محمود انجیر فغنوی
12. خواجه علی رامتینی
13. خواجه محمّدبابای سماسی
14. امیر کلال
15. بهاءالدین محمد نقشبند

این نسبنامه ارتباط خونی را نمایندگی نمی دکند بلکه سلسله اجازه تعلیمی است.
نسبنامه خونی بهاءالدین نقشبند و جانشین‌های اهل بیتش به ترتیب زیر است:
1. محمد
2. فاطمة
3. حسن
4. حسین
5. علی زین العابدین
6. محمدباقر
7. جعفر صادق
8. موسی کاظم
9. علی‌رضا
10. محمدجواد
11. علی هادی
12. حسن عسکری
13. محمد مهدی بن حسن عسکری
14. علی اکبر متقی بن حسن عسکری
15. محمود فخر الدین
16. امیر محی الدین
17. امیر نقی نقیب
18. امیر تقی صوفی خلوتی
19. امیر بلاق
20. امیر محمود
21. امیر برهان الدین اول
22. امیر شعبان
23. امیر قاسم
24. امیر زین العابدین
25. امیر عبدالله
26. امیر برهان الدین ثانی
27. امیر جلال الدین
28. امیر عبدالله
29. شاه بهاؤ الدین نقشبند
30. بیبی زهراء نقشبند
31. شاه امام الدین حسن نقشبند
32. شاه انعام الدین حسین نقشبند
33. شاه تاج الدین نقشبند
34. شاه میر محمد نقشبند
35. شاه ضیا الدین نقشبند
36. شاه شریف الدین نقشبند
37. حضرت ایشان خواجه خاوند محمود
38. حضرت ایشان معین الدین هادی نقشبند
39. حضرت ایشان خواجه خاوند احمد نقشبند
40. حضرت ایشان بهاء الدین ثانی نقشبند
41. حضرت ایشان نظام الدبن نقشبند
42. حضرت ایشان نور الدین نقشبند
43. حضرت ایشان کمال الدین شهید نقشبند
44. حضرت ایشان سید میر جان نقشبند
45. حضرت ایشان میر سید محمود نقشبند
46. حضرت ایشان میر فضل‌الله نقشبند (قاضی قضاد امارت افغانستان)

## توضیحات
1. ↑  Zarcone, Th. «Ḵh̲ WĀd̲j̲agān." Encyclopaedia of Islam, Second Edition. Edited by: P. Bearman, Th. Bianquis, C.E. Bosworth, E. van Donzel and W.P. Heinrichs. Brill, 2009. Brill Online. COLUMBIA UNIVERSITY. 05 June 2009 <http://www.brillonline.nl/subscriber/entry?entry=islam_SIM-8766%5Bپیوند+مرده%5D>
2. ↑  خطم زیارت شریفه حضرت ایشعان نقشبندی (نوشته و تحقیق میان احمد بادر اخلاق (BSC)) چاپ دوم 1367; نویسنده و بازرس میان محمد حسن اخلاق (م. کم) 1988 شرکت: کوپراتیس لاهورین
3. ↑  انیس الطالبین و عدة السالکین تألیف صلاح ابن مبارک بخاری
4. ↑  مکتوبات امام ربانی تألیف شیخ احمد فاروقی سرهندی

## کتاب های در مورد این طریقت
- قدسیّه (کلمات بهاءالدّین نقشبند)؛ با مقدمه و تصحیح احمد طاهری عراقی؛ کتابخانهٔ طهوری، تهران ۱۳۵۴.
- خواجه بهاءالدین نقش‌بند: زندگانی، آراء و طریقت؛ نقش‌بندیه طریقت خواجگان تا پیدایش مجددیه، نجدت توسون، ترجمۀ داود وفایی، تهران: مولی، چاپ اول: ۱۴۰۲.
- از کاشغر تا استانبول: تحقیقی دربارۀ خواجگان نقشبندیه و تصحیح ده رساله از ایشان، تصحیح و تحقیق از محمود علیزاده کاشانی و مریم حسینی، تهران:‌ نشر علمی، چاپ اول: ۱۴۰۱.
- مسلک‌العارفین: براساس منابع اهل سنت (کهن‌ترین متن بازمانده از طریقت خواجگان)، محمدبن‌احمد بخاری، تصحیح و تحقیق از محمود علیزاده کاشانی و مریم حسینی، تهران:‌ نشر علمی، چاپ اول: ۱۴۰۱.
- انیس‌الطالبین و عده‌السالکین: مقامات خواجه بهاء‌الدین نقشبند و مقامات خواجه علاءالدین عطار، خواجه محمد پارسا، تصحیح و تحقیق از محمود علیزاده کاشانی و مریم حسینی، تهران:‌ نشر علمی، چاپ اول: ۱۴۰۲.
- مولانا خالد نقشبندی و پیروان طریقت او، تحقیق، تصحیح و ترجمه از مهیندخت معتمدی، تهران: پاژنگ، چاپ اول: ۱۳۶۸.
- خواجه بهاءالدين نقشبند و نقشبندیه در دورۀ تیموری، عبدالرحیم قاضی، سنندج: انتشارات کردستان، چاپ اول: ۱۳۸۸.
- عرفان جامی در مجموعه آثارش، سوسن آل‌رسول، تهران: سازمان چاپ و انتشارات وزارت فرهنگ و ارشاد اسلامی (طبع و نشر)، چاپ اول: ۱۳۸۳.
- بر پهنه یاد: یادنامه مرحوم شیخ محمد عثمان سراج الدین نقشبندی به همراه نمونه اشعار و ....، سنندج: انتشارات کردستان، چاپ اول: ۱۳۷۹.
- يادی مه‌ردان (به كُردی)، عبدالكريم مدرس، سنندج: کردستان، چاپ اول: ۱۳۸۶.
- سیری در ریاض المشتاقین، ملا حامد کاتب‌الأسرار بیسارانی، با تصحيح و مقدمه و حواشی ابوبكر سپهرالدين، به كوشش محمدرئوف سپهرالدین، خانقاه شیخ شمس‌الدین برهانی.
- برکا‌ت‌ احمدیه‌: زبدة‌ المقا‌ما‌ت‌، خواجه محمّد هاشم كشمی بدخشانی، استا‌نبول‌: المکتبة‌ ایشیق‌، ۱۹۷۷[=۱۳۵۶].
- نقشبندیه، حامد الگار، ترجمۀ داود وفایی، تهران: مولی، چاپ اول: ۱۳۹۷.